# Cantó de Le Russey
El cantó de Le Russey és un cantó francès del departament del Doubs, situat al districte de Pontarlier. Té 22 municipis i el cap és Le Russey.

## Municipis
- Le Barboux
- Le Bélieu
- Le Bizot
- Bonnétage
- La Bosse
- Bretonvillers
- Chamesey
- La Chenalotte
- Les Fontenelles
- Grand'Combe-des-Bois
- Laval-le-Prieuré
- Longevelle-lès-Russey
- Le Luhier
- Le Mémont
- Montbéliardot
- Mont-de-Laval
- Narbief
- Noël-Cerneux
- Plaimbois-du-Miroir
- Rosureux
- Le Russey
- Saint-Julien-lès-Russey

## Història
| Data d'elecció                           | Identitat             | Partit                        | Qualitat |
| ---------------------------------------- | --------------------- | ----------------------------- | -------- |
| 1945-1955                                | M. Balache            | RI                            |          |
| 1955-1967                                | Louis Maillot         | RI, després UNR               |          |
| 1967-1973                                | M. Faivre-Pierret     | UDR                           |          |
| 1973-1985                                | Louis Maillot         | UNR, després UDR, després RPR |          |
| 1985-1992                                | Jean-Claude Dupas     | Divers droite                 |          |
| 1992-2004                                | Jean-François Humbert | UDF                           |          |
| 2004-2011                                | Daniel Leroux         | UMP                           |          |
| 2011-                                    | Gilles Robert         | PS                            |          |
| les dades anteriors no són pas conegudes |                       |                               |          |
|                                          |                       |                               |          |